# Associação Desportiva e Cultural São Bernardo
O São Bernardo Vôlei, por questões de patrocínio, São Judas, é um time de voleibol da cidade de São Bernardo do Campo, São Paulo. Atualmente disputa a Superliga Série A.
Títulos
| Masculino | Masculino                 | Masculino | Masculino   |
|           | Competição                | Títulos   | Temporadas  |
| --------- | ------------------------- | --------- | ----------- |
| São Paulo | Estadual Sub-21           | 1         | 2016        |
| São Paulo | Estadual Sub-19           | 1         | 2016        |
| São Paulo | Copa São Paulo Sub-21     | 1         | 2016        |
| São Paulo | Jogos Abertos do Interior | 2         | 2013 e 2016 |
| São Paulo | Jogos Regionais           | 2         | 2013 e 2016 |

| Feminino  | Feminino                    | Feminino | Feminino   |
|           | Competição                  | Títulos  | Temporadas |
| --------- | --------------------------- | -------- | ---------- |
| São Paulo | Copa Bandeirantes           | 1        | 2015       |
| São Paulo | Estadual Série Prata Sub-21 | 1        | 2016       |
| São Paulo | Copa SindiClube Iniciantes  | 1        | 2014       |
| São Paulo | Taça Adriano Dias Sub-17    | 1        | 2015       |
| São Paulo | Jogos Abertos do Interior   | 1        | 2015       |

## Ligações Externas
- Facebook oficial